# Mosta
Mosta is een stad en gemeente op Malta met zo'n 18.000 inwoners (tweede stad van het land na Birkirkara). De stad ligt op een plateau, 9 km ten noordwesten van Valletta. Het is een belangrijk verkeersknooppunt.

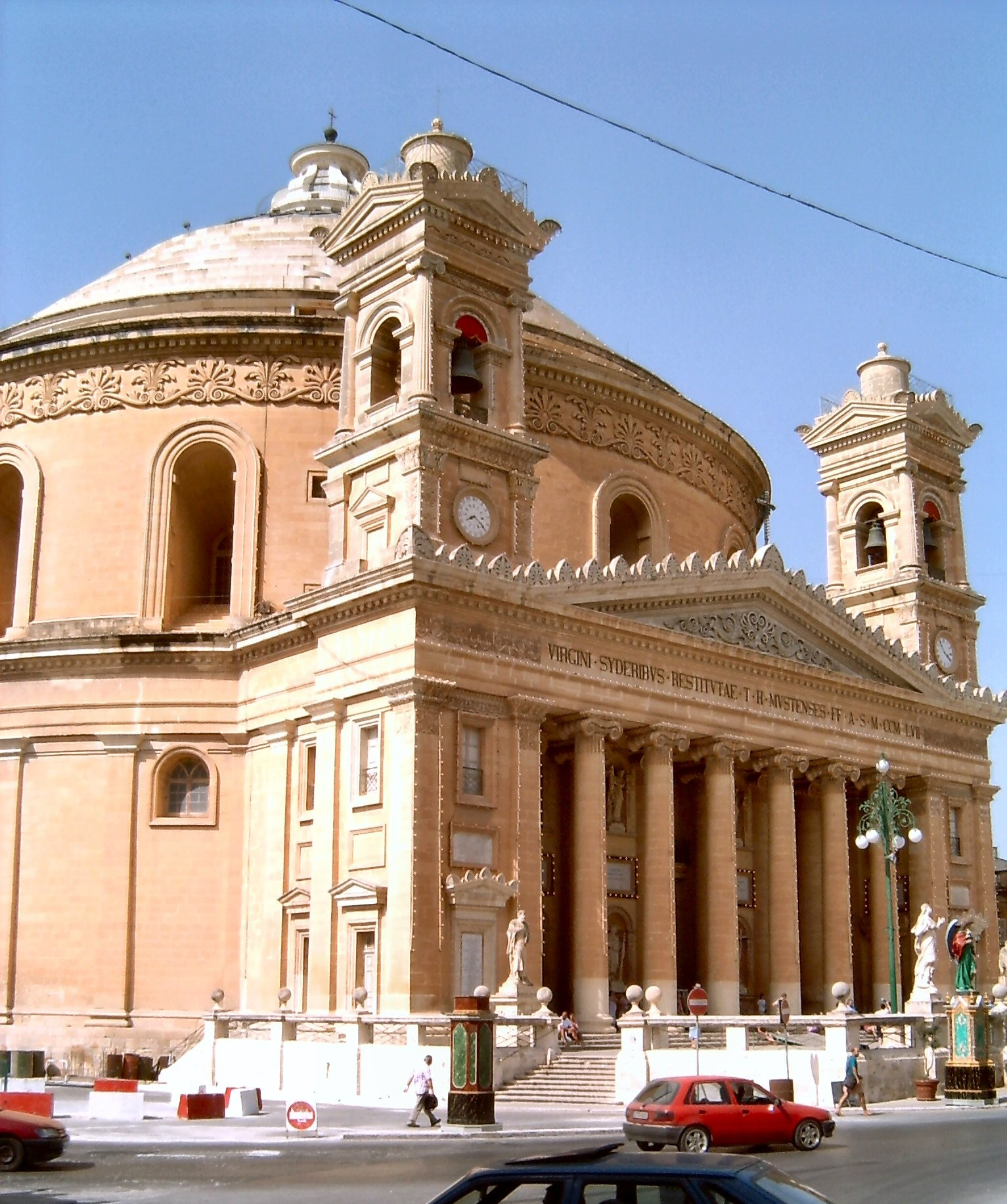
Rotunda Santa Marija Assunta

Mosta is bekend vanwege zijn rooms-katholieke kerk, de Rotunda Santa Marija Assunta. De kerk is gewijd aan de hemelvaart van Maria en werd ontworpen door de Maltese architect Giorgio Grognet de Vassé. Ze werd gebouwd tussen 1833 en 1860 en pas in 1871 ingewijd. De kerk is over een reeds bestaande kerk heen gebouwd, die ten tijde van de bouwwerkzaamheden dienst bleef doen als kerk. Het geld voor de bouw werd bijeen gebracht door de lokale bevolking. Het ontwerp van de kerk is gebaseerd op het Pantheon te Rome; de kerk heeft een voorgevel met 6 zuilen en een grote koepel. De koepel heeft een diameter van 39,6 meter en is daarmee de op drie na grootste koepel van Europa; de andere staan in Londen, Rome en Xewkija (op Gozo).

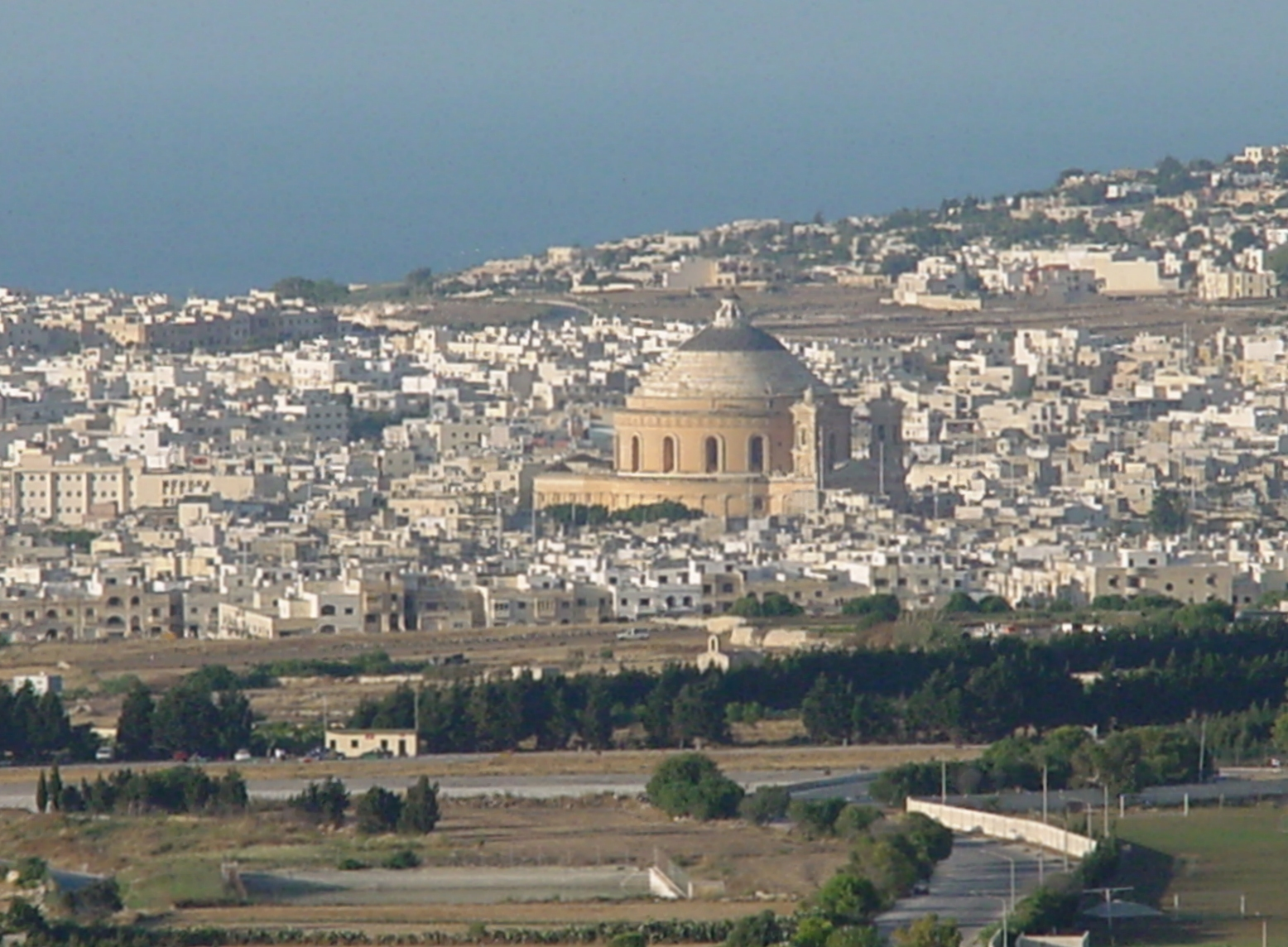
Mosta (2000)

Op 9 juni 1942 werd de Rotunda tijdens een mis geraakt door drie Duitse bommen. Twee bommen ketsten af van de koepel van de kerk en kwamen op straat terecht zonder te ontploffen. De derde bom viel door de koepel te midden van de 300 kerkgangers, maar ook deze bom ontplofte wonder boven wonder niet. Een replica van de bom wordt tentoongesteld in de sacristie van de kerk.

## Geboren
- Jessika Muscat (1989), zangeres